# Geografía de Massachusetts
Massachusetts es el séptimo estado más pequeño de los Estados Unidos, ubicado en la región de Nueva Inglaterra en el noreste del país, con un área de 27 340 km². Limita al norte con New Hampshire y Vermont, al oeste con Nueva York, al sur con Connecticut y Rhode Island, y al este con el océano Atlántico. Massachusetts es el estado más poblado de Nueva Inglaterra.
Massachusetts es apodado «el estado de las bahías» (Bay State) debido a varias grandes bahías que dan forma distintiva a su costa: la bahía de Massachusetts y la bahía de Cape Cod, al este; la bahía de Buzzards, al sur; y varias ciudades y Mount Hope Bay en la que se encuentran varios pueblos en la frontera de Massachusetts-Rhode Island. En la parte sureste del estado hay una gran península arenosa en forma de brazo, Cape Cod. Las islas de Martha's Vineyard y Nantucket se encuentran al sur de Cape Cod, al otro lado del estrecho de Nantucket. 
El estado se extiende desde los montes Apalaches, en el oeste, a las playas y costas rocosas de la costa atlántica en el este.  La parte central del estado tiene colinas onduladas y rocosas, mientras que el oeste abarca un valle fértil y las montañas que rodean el río Connecticut, así como las montañas Berkshire. El centro geográfico de Massachusetts se encuentra en la ciudad de Rutland, en el centro del condado de Worcester.
Boston es la ciudad más populosa de Massachusetts, localizada en la desembocadura del río Charles, en el punto más interior de la bahía de Massachusetts. El este de Massachusetts está bastante densamente poblado y en su mayoría es población suburbana. En el oeste se encuentra el Connecticut River Valley, una mezcla bastante uniforme de enclaves urbanos (por ejemplo, Springfield, Northampton) y rurales (Amherst, South Hadley) y las Berkshire Mountains (una rama de los Apalaches) que permanece principalmente rural.
Massachusetts tiene 351 ciudades y pueblos. Cada parte del estado se encuentra dentro de una ciudad o pueblo incorporado, pero muchas ciudades incluyen grandes áreas rurales. Los 14 condados del estado tienen pocas funciones gubernamentales y sirven como poco más que distritos judiciales.

## Visión general

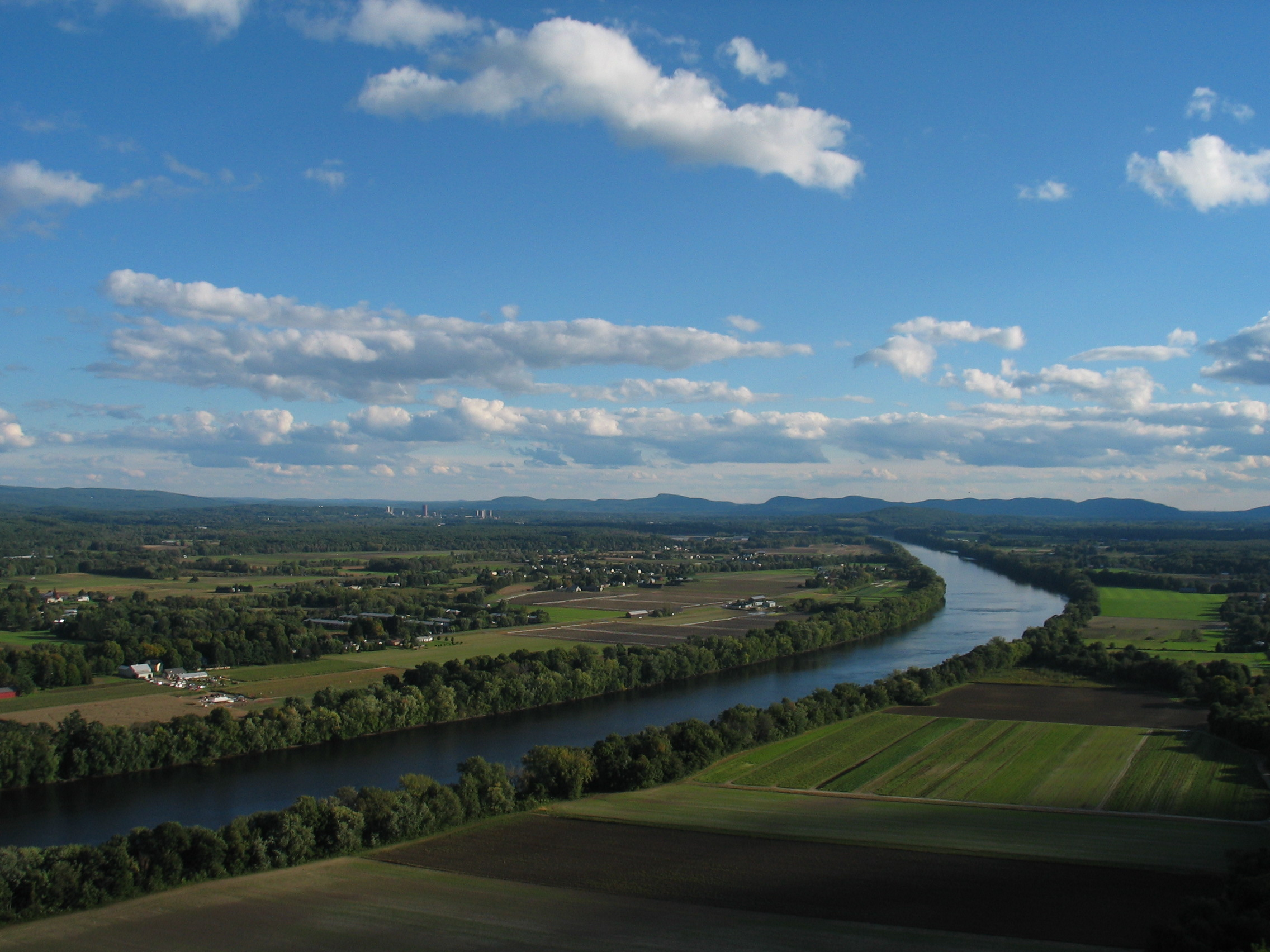
Una parte del Pioneer Valley en el centro-norte de Sunderland, mucho más rural que Springfield, en la parte sur del valle, o Boston, que está en la costa.

En el este de Massachusetts se encuentra Boston en el punto más interno de la bahía de Massachusetts, en la desembocadura del río Charles. El río Charles es el más largo con su curso localizado completamente en Massachusetts, (aunque el río Westfield puede considerarse más largo si se combinan las ramas superior e inferior); sin embargo, el río Connecticut es el río más largo y significativo de Nueva Inglaterra.
La mayoría de la población del área metropolitana de Boston (aproximadamente 4.4 millones) vive fuera de la ciudad propiamente dicha.  En general, el este de Massachusetts, incluido Boston y sus alrededores, está densamente poblado. Los suburbios de Boston se extienden hasta el oeste de la ciudad de Worcester, en el centro de Massachusetts.
Massachusetts central abarca el condado de Worcester, montañoso y pedregoso. En él se encuentra la ciudad urbana de Worcester, y las ciudades más pequeñas de Fitchburg, Leominster, Gardner, y Southbridge.
El centro de Massachusetts también incluye muchas ciudades rurales, bosques y pequeñas granjas. El centro geográfico de Massachusetts se encuentra en la ciudad de Rutland, en el centro del condado de Worcester. El embalse de Quabbin (en el río Swift, un antiguo afluente del río Connecticut), limita con la parte occidental del condado; constituye el principal suministro de agua para el Gran Boston.
El valle del río Connecticut cuenta con el suelo más rico de Massachusetts, y parte del noreste de los Estados Unidos, debido a los depósitos de la edad de hielo del glacial lago Hitchcock. En la zona sur del valle del río Connecticut se encuentra la ciudad de Springfield, situada a solo 8 km al norte de la frontera de Connecticut, en la confluencia de tres de los ríos más importantes de Massachusetts: Connecticut (que fluye de norte a sur); el Westfield (que fluye hacia el Connecticut desde el oeste); y el Chicopee (que fluye hacia el Connecticut desde el este). Solo 39 km separan a Springfield de la capital del estado de Connecticut, Hartford, la región de Springfield-Hartford es la segunda región más poblada de Nueva Inglaterra (con aproximadamente 1,9 millones de habitantes). Otras ciudades incluyen: Chicopee, Agawam, West Springfield, Westfield, Holyoke y las ciudades universitarias de Northampton, Amherst y South Hadley.
Más al oeste se levanta una serie de ondulantes montañas púrpuras conocidas como los Berkshires. Cerca de la frontera con Nueva York se encuentran las cordilleras Taconic y Hoosac ; sin embargo, en general, el área se conoce como Los Berkshires. La región fue poblada por nativos americanos hasta el siglo XVIII cuando llegaron los colonos escoceses e irlandeses, después de haberse establecido en las fértiles tierras bajas a lo largo del río Connecticut. Al llegar a los Berkshires, los colonos encontraron un suelo pobre para cultivar, pero descubrieron numerosos ríos de rápidas corrientes para uso industrial. Pittsfield y North Adams se convirtieron en pequeñas ciudades, aunque prósperas. Existen varias ciudades molineras más pequeñas a lo largo de los ríos Westfield y Housatonic, intercaladas con pueblos turísticos ricos.
El Servicio de Parques Nacionales administra algunos sitios naturales e históricos en Massachusetts. Junto con doce sitios históricos nacionales, áreas y corredores, el Servicio de Parques Nacionales también administra Cape Cod National Seashore y el Área de Recreo Nacional Boston Harbor Islands. Además, el Departamento de Conservación y Recreo de Massachusetts mantiene una serie de parques, senderos y playas en todo el estado.

## Geografía física
Massachusetts se extiende desde las montañas del sistema de los Apalaches en el oeste hasta las playas de arena y las costas rocosas de la costa atlántica. Todo el estado estaba cubierto de hielo durante la glaciación de Wisconsin, que dio forma al paisaje actual. Gran parte del estado está formado por sedimentos glaciales y salpicado de características glaciales típicas, como kettles, drumlins, eskers y morrenas. Aparte de algunas llanuras de inundación aluviales, los suelos tienden a ser rocosos, ácidos y no muy fértiles.
Parte del estado está formado por tierras altas de roca metamórfica resistente que fueron erosionadas por los glaciares del Pleistoceno que depositaron morrenas y agua en una península grande, arenosa y en forma de brazo llamada Cape Cod y las islas Martha's Vineyard y Nantucket al sur de Cape Cod. Las elevaciones de las tierras altas aumentan mucho en el oeste de Massachusetts. Estas tierras altas están interrumpidas por el Pioneer Valley del sur, en la parte baja, a lo largo del río Connecticut y más al oeste por el valle Housatonic que separa las montañas Berkshire de las montañas Taconic a lo largo de la frontera occidental con Nueva York. El pico más alto en el estado es Mount Greylock de 1064 m cerca del vértice noroeste.

### Topografía
La elevación y el relieve son mayores en la parte occidental del estado y aumentan de algún modo de sur a norte. Las Montañas Taconic, parte del sistema de los Apalaches, se extienden a lo largo de la frontera occidental con Nueva York, llegando a  800 m en el Monte Everett en la parte suroeste del estado, e incluyendo el punto más alto del estado, Mount Greylock, en 1064 men la zona noroeste. El valle Housatonic-Hoosic separa las Taconics de las Berkshires, un amplio cinturón de empinadas colinas que son una extensión al sur de las montañas Verdes de Vermont. Se extienden hacia el sur hasta la frontera de Connecticut. El monte Greylock se encuentra en el borde occidental de la cordillera Taconic, al otro lado del río Hoosic desde la cordillera de Hoosac al este. La Cordillera Hoosac conecta las montañas Verdes con los Berkshires.

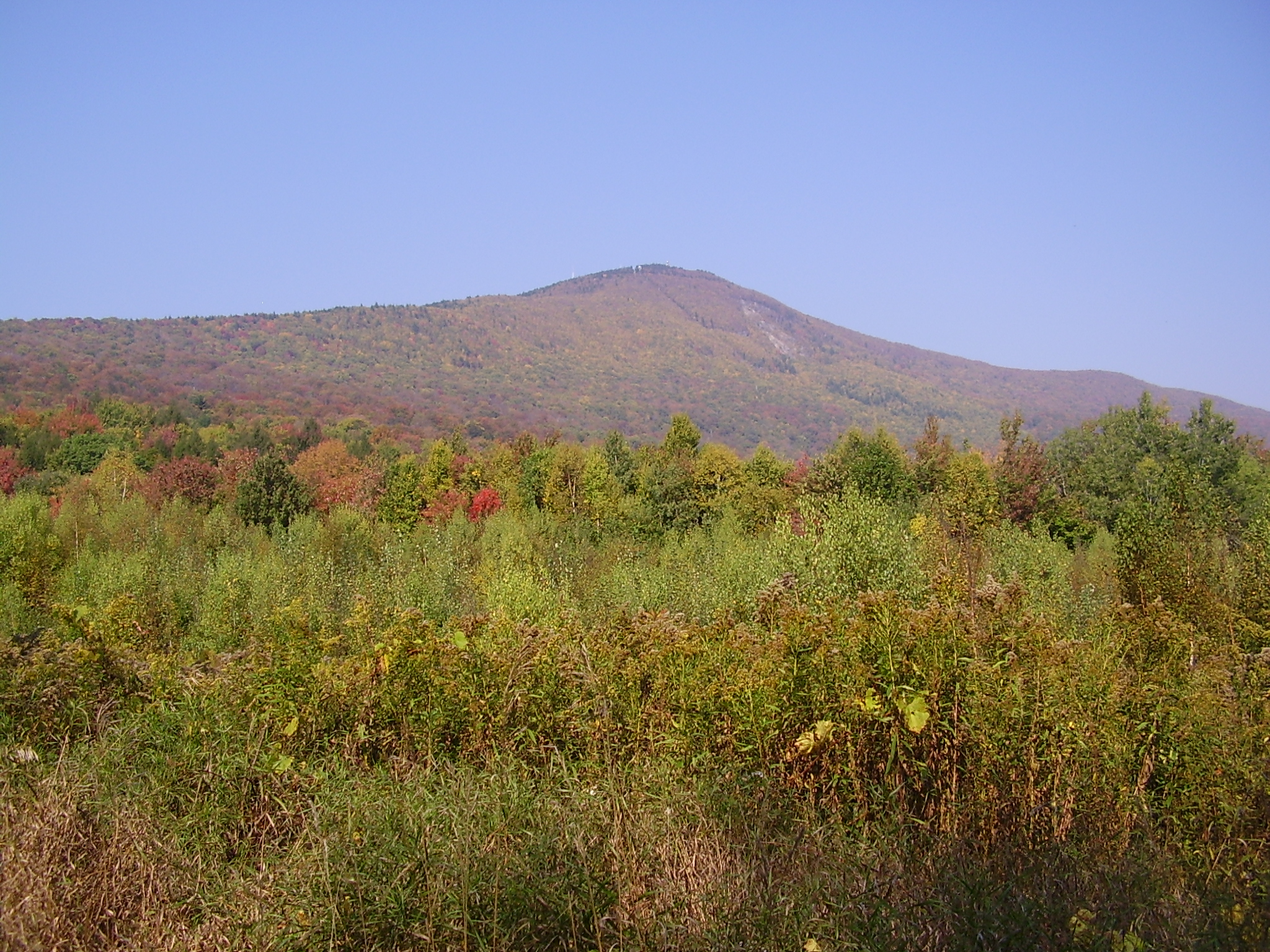
El monte Greylock, en el condado de Berkshire, es el punto más alto de Massachusetts, con una altitud de 1064 m.

Entre los Berkshires y el resto del estado se encuentra el valle del río Connecticut, conocido en Massachusetts como el Pioneer Valley. Este antiguo valle del tipo rift apareció en la Era Mesozoica cuando América del Norte y América del Sur se separaron de Europa y África. Existen huellas de dinosaurios cerca del monte Tom que atestiguan esa era, y series de crestas rocosas basálticas y sedimentarias (conocidas como la Cresta Metacomet) que incluyen el Monte Toby, el Holyoke, el monte Tom y otros que se extienden hacia el sur hasta Long Island Sound así como los abruptos "mil pies" (300 m) de la escarpadura occidental del valle ilustran estas fuerzas tectónicas. 
Más de cien millones de años más tarde, cuando finalizó la época del Pleistoceno, los glaciares en retroceso dejaron morrenas que represaron el río Connecticut, creando el lago Hitchcock. Los depósitos de limo lacustres reemplazaron la tierra arrastrada por los glaciares, dejando atrás un suelo profundo y productivo después de que el río rompió la morrena que obstruía la presa y el lago desapareció.
Al este de este valle hay un área de onduladas tierras altas salpicadas de lagos y cortadas por arroyos que desembocan en el río Connecticut al oeste y en los ríos Merrimack, Quinebaug, Blackstone o Charles, o en otros ríos costeros más cortos del este. Justo al este del Pioneer Valley, las colinas se elevan abruptamente hacia la división entre la cuenca del río Connecticut y las cuencas del río al este. Esta división atraviesa el centro de Massachusetts, aunque es la cima del Monte Wachusett, el punto más alto del estado al este del río Connecticut, que se eleva a 611 m.
Al este de esta división, la elevación de las cumbres disminuye gradualmente, y el paisaje se hace más suave. Dentro de los 50 km de la costa, pocas colinas superan los 100 m de altura. Cerca de la costa, pantanos, marismas y estanques alternan con colinas bajas. Sin embargo, las Blue Hills, justo al sur de Boston, se elevan por encima del paisaje circundante.

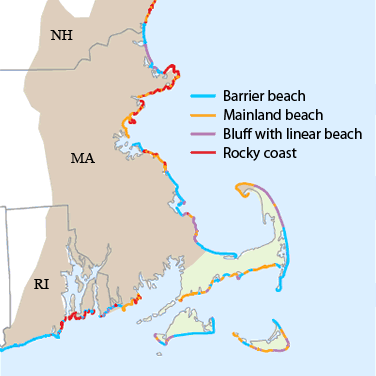
Accidentes geográficos costeros en Massachusetts

La costa de Massachusetts está profundamente marcada con bahías, calas y estuarios, separados por estrechos promontorios. Algunos de estos forman puertos naturales que dieron lugar a los puertos históricos del estado, como Newburyport, Gloucester, Salem, Boston y New Bedford. El estado tiene algunas pequeñas islas de barrera, la mayor de las cuales es Plum Island. El promontorio más grande del estado es la península de Cape Cod. Su columna vertebral está formada por morrenas glaciales, pero gran parte de su costa ha sido moldeada por la deriva litoral de la arena costera, que forma muchas de sus famosas playas de arena. Al sur de Cape Cod, las morrenas glaciares se elevan sobre la superficie del océano para formar las islas más grandes del estado: Martha's Vineyard, Nantucket, Elizabeth Islands y Monomoy Island.

### Clima

Mapa de la clasificación climática de Köppen de Massachusetts

Massachusetts tiene un clima continental húmedo. Los veranos son cálidos, mientras que los inviernos son relativamente fríos, con temperaturas promedio de enero por debajo de cero en la mayor parte del estado.
En general, el interior central montañoso de Massachusetts (por ejemplo, Worcester) y su región occidental de las montañas Berkshire (por ejemplo, Pittsfield) tienen inviernos más fríos que sus regiones costeras y del valle del río Connecticut. Stockbridge, en las Berkshires, tiene una temperatura promedio de enero de  −5,8  °C. En el este de Massachusetts, Boston, en la costa de la bahía de Massachusetts, tiene una temperatura promedio de enero de  –1,7  °C. La isla de Martha's Vineyard tiene la temperatura promedio más alta del estado: –0,1  °C, debido al efecto de calentamiento del Océano Atlántico. Las temperaturas de verano son más altas en los centros urbanos del estado, debido al efecto de isla de calor. Las temperaturas medias de julio en los tres centros urbanos más poblados de Massachusetts son: Boston (costeras) 27,6  °C; Worcester (central)  26,2  °C; y Springfield (valle del río Connecticut) 29,44  °C. Por el contrario, las temperaturas medias de verano más frías se producen en las Berkshires y en las islas del litoral del estado. La temperatura promedio en agosto, el mes más cálido en la isla de Nantucket, es de  20,4  °C. El promedio en julio en Stockbridge es  20,5  °C. Las variaciones de temperatura diarias y estacionales son mayores en las Berkshires y más bajas a lo largo de la costa.
La precipitación se distribuye de manera bastante uniforme durante todo el año en Massachusetts. Boston promedia 1091 mm de precipitación al año, con un promedio mensual máximo de 109,2 mm en noviembre y un promedio mensual mínimo de 73,7 mm en julio. Springfield, en Pioneer Valley, promedia 1163,9 mm de precipitación anual, con un promedio mensual máximo de 116,8 mm en junio y un promedio mensual mínimo de 68,6 mm en febrero. El interior de Massachusetts tiende a tener un máximo de precipitación de verano debido a la convección en masas de aire calentadas en el interior, lo que da lugar a frecuentes tormentas eléctricas. Esto ocurre con menor frecuencia en la costa, debido a la relativa falta de convección en las aguas más frías del océano. Por otro lado, las masas de aire frío y seco en el interior del estado tienden a suprimir la precipitación invernal.
Todas las regiones de Massachusetts experimentan nevadas sustanciales en un invierno típico; sin embargo, generalmente, las áreas costeras (por ejemplo, Boston, Cape Cod) y en Connecticut River Valley (por ejemplo, Springfield) reciben aproximadamente 2/3 de la cantidad de nieve del centro de Massachusetts (por ejemplo, Worcester) y Berkshires (por ejemplo, Pittsfield). Las nevadas anuales totales promedian 110,0 cm en Boston; 109,7 cm en Springfield; y 175,5 cm en Worcester. El suelo a menudo está cubierto de nieve durante semanas a lo largo de enero y febrero.
Aunque Massachusetts tiene un clima húmedo, su clima es soleado en comparación con otros climas húmedos a la misma latitud. En Boston, el porcentaje promedio de sol posible para cada mes es de al menos 50%. En verano y principios de otoño, el porcentaje promedio de posible insolación es mayor al 60%, según los datos del Servicio Meteorológico Nacional. La temperatura más alta registrada fue de 42,8  °C.

### Ecología
El bioma primario del interior de Massachusetts es el bosque templado caducifolio. Aunque gran parte del estado ha sido talado para la agricultura, dejando solo rastros de bosques maduros en lugares aislados, el crecimiento secundario se ha regenerado en muchas áreas rurales ya que las granjas han sido abandonadas. Las áreas más afectadas por el desarrollo humano incluyen el área metropolitana de Boston en el este, el área metropolitana más pequeña de Springfield en el oeste, y el Pioneer Valley principalmente agrícola. Los animales que se han extinguido localmente en los últimos siglos incluyen lobos grises, alces, glotones y leones de montaña.

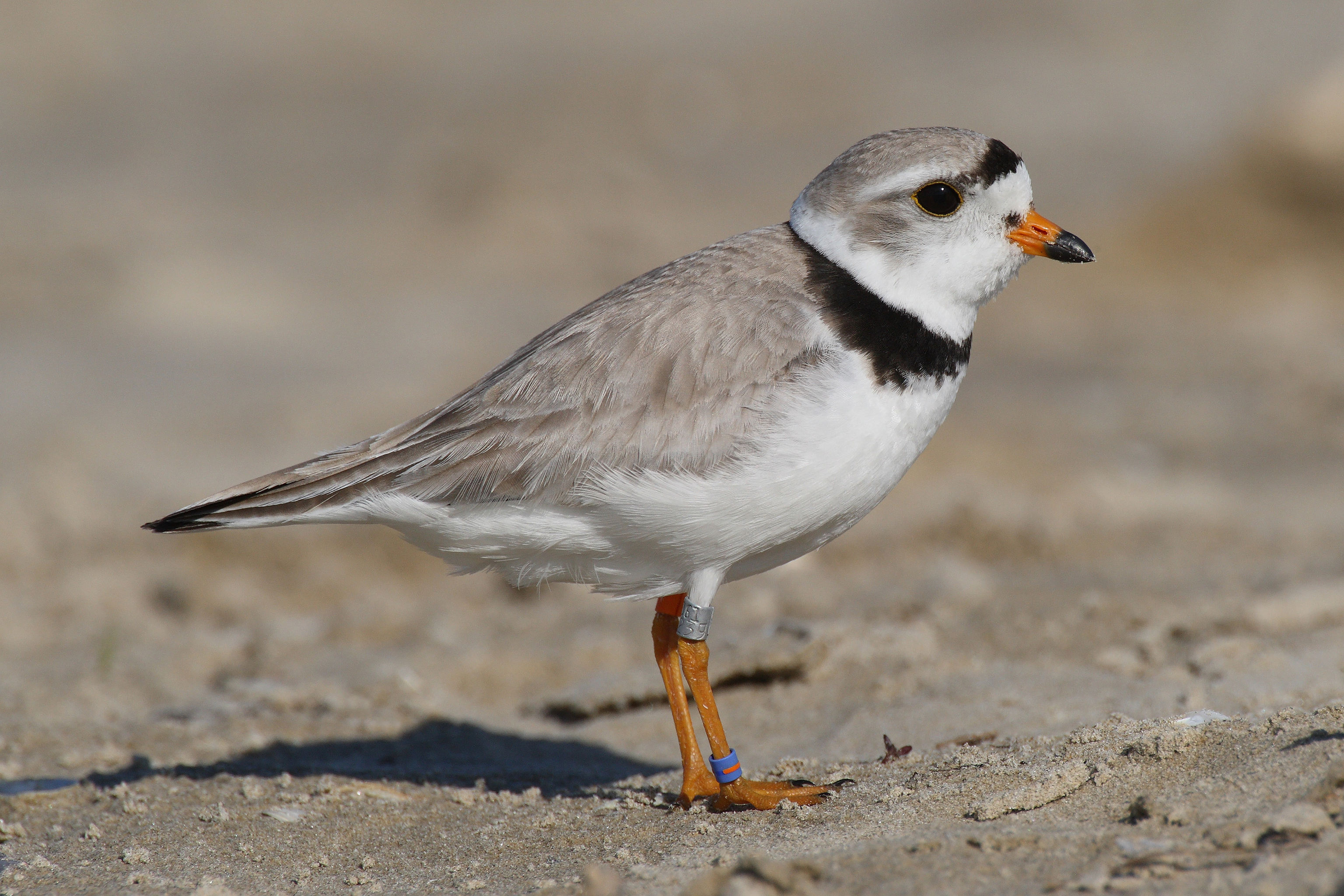
Muchas áreas costeras en Massachusetts proporcionan áreas de cría para especies como el chorlitejo silbador.

Varias especies se reproducen bien, a pesar de, y en algunos casos debido a la creciente urbanización de la comunidad. Los halcones peregrinos utilizan torres de oficinas en las ciudades más grandes como áreas de anidación, y la población de coyotes, cuya dieta puede incluir basura y animales accidentados en carretera, ha aumentado en las últimas décadas. El venado de cola blanca, los mapaches, los pavos salvajes y las ardillas grises del este también se encuentran en todo Massachusetts. En áreas más rurales en la parte occidental del estado, los mamíferos más grandes como el alce y el oso negro han regresado, en gran parte debido a la reforestación que siguió al declive regional de la agricultura.
Massachusetts se encuentra a lo largo de la ruta migratoria del Atlántico, una ruta importante para las aves acuáticas migratorias a lo largo de la costa atlántica. Los lagos en el centro de Massachusetts proporcionan hábitat para el somorgujo común, mientras que una importante población de patos de cola larga invernan en Nantucket. Las pequeñas islas y playas marinas albergan charranes rosas y son importantes áreas de reproducción para el chorlitejo silbador localmente amenazado. Las áreas protegidas, como el Refugio Nacional de Vida Silvestre Monomoy, proporcionan un hábitat de cría crítico para las aves playeras y una gran variedad de fauna marina, incluida una gran población de focas grises.
Las especies de peces de agua dulce en la mancomunidad incluyen el róbalo, la carpa, el bagre y la trucha, mientras que las especies de agua salada como el bacalao del Atlántico, el eglefino y la langosta americana pueblan las aguas costeras. Otras especies marinas incluyen las focas de puerto, las ballenas francas del Atlántico Norte en peligro de extinción, así como las ballenas jorobadas, la ballena de aleta, las ballenas minke y los delfines blancos del Atlántico.

### Entorno
La mayor parte de Massachusetts está cubierta de bosques. Incluso los suburbios del este de Massachusetts están muy arbolados. Los árboles tienden a crecer alrededor de las casas en esta región, de modo que cuando uno mira el este de Massachusetts desde la cima de una colina alta, se ve una vista de copas de árboles, puntuada ocasionalmente por el campanario de una iglesia, chimenea o torre de radio.
Según los datos del gobierno de EE. UU., el 46% del territorio de Massachusetts está dedicada a bosque; otro 7% es parque rural, que también está principalmente cubierto de bosques; el desarrollo urbano y suburbano ocupa el 36%, pero incluso esas tierras, fuera de los principales centros urbanos, consisten en gran parte de casas en propiedades boscosas; alrededor del 4% es tierra de cultivo, y menos del 1% son pastos; alrededor del 2% es marisma u otro humedal. El resto de la tierra se utiliza para otros usos, como el transporte.
Tres ecorregiones componen el entorno natural de Massachusetts. Los páramos de pino costero del Atlántico en Cape Cod, Nantucket y Martha's Vineyard. Son bosques de coníferas de clima templado, propensas a incendios y que crecen en los suelos arenosos de la llanura costera. Las otras dos ecorregiones son los bosques templados de hoja ancha y mixtos. En la mayor parte del estado, incluyendo el este de Massachusetts, el centro sur de y el valle del río Connecticut, los bosques costeros del Noreste son una mezcla de robles de hoja caduca, arces, hayas, nogales y pinos. En los Berkshires y el centro norte de Massachusetts, prevalecen los bosques boreales de Nueva Inglaterra-Acadia. Formados principalmente de abetos y coníferas, pinos ocasionales y abedules caducifolios. Aproximadamente desde la Guerra Civil, las granjas han vuelto a ser bosques. La actividad maderera ha disminuido en las últimas décadas, por lo que los bosques sin tanta presión han recuperado algunas características de su antiguo crecimiento.
Los bosques (y los suburbios boscosos) son el hogar de gran variedad de especies de animales invertebrados y vertebrados. Se crían abundantes ciervos de cola blanca, y ha habido preocupaciones sobre la sobrepoblación de ciervos porque muchos de los depredadores naturales de los ciervos, como los lobos, históricamente han sido cazados hasta la extinción en Massachusetts. Sin embargo, los coyotes se han mudado a Massachusetts para llenar el nicho ecológico anteriormente ocupado por los lobos. Los osos, el pavo salvaje e incluso los alces han regresado de los refugios del norte. En 1846, Thoreau viajó al norte de Maine para observar y escribir sobre alces, que pensó que estaban en vías de extinción. Si estuviera vivo hoy, podría encontrarlos casi a poca distancia de Walden Pond.
La contaminación, las represas y la introducción de especies exóticas han diezmado algunas poblaciones de peces nativos. Los esfuerzos para mitigar estos problemas y restaurar la población del salmón del Atlántico en la cuenca del río Connecticut han tenido muy poco éxito. El otro salmónido nativo, la trucha de arroyo, persiste en las corrientes frías de las tierras altas, particularmente en las cascadas y otras barreras que impiden la llegada de la truchas marrones y arco iris introducidas. El sábalo americano ha mantenido por lo menos una fracción de su abundancia anterior, y las poblaciones de lubina, pez luna y lucio son lo suficientemente saludables como para soportar la pesca con caña.
Los humedales, incluidos los pantanos y las marismas tanto salinas como de agua dulce, son importantes desde el punto de vista ecológico en Massachusetts. Muchas de las especies de peces y aves del estado habitan en ambientes de humedales.
Los entornos urbanos del estado están parcialmente arbolados pero también soportan una gran carga de estructuras construidas y entornos humanos que no son hospitalarios para muchas otras especies. Al mismo tiempo, los contaminantes en las vías fluviales, principalmente de origen urbano, pueden ser tóxicos para muchas especies o pueden sustentar algas y bacterias que conducen a la hipoxia y la muerte de animales acuáticos. Sin embargo, Greater Boston cuenta con extensas zonas verdes, y se han realizado esfuerzos en Massachusetts para reducir la contaminación ambiental en las zonas urbanas y rurales del estado.

### Poblamiento

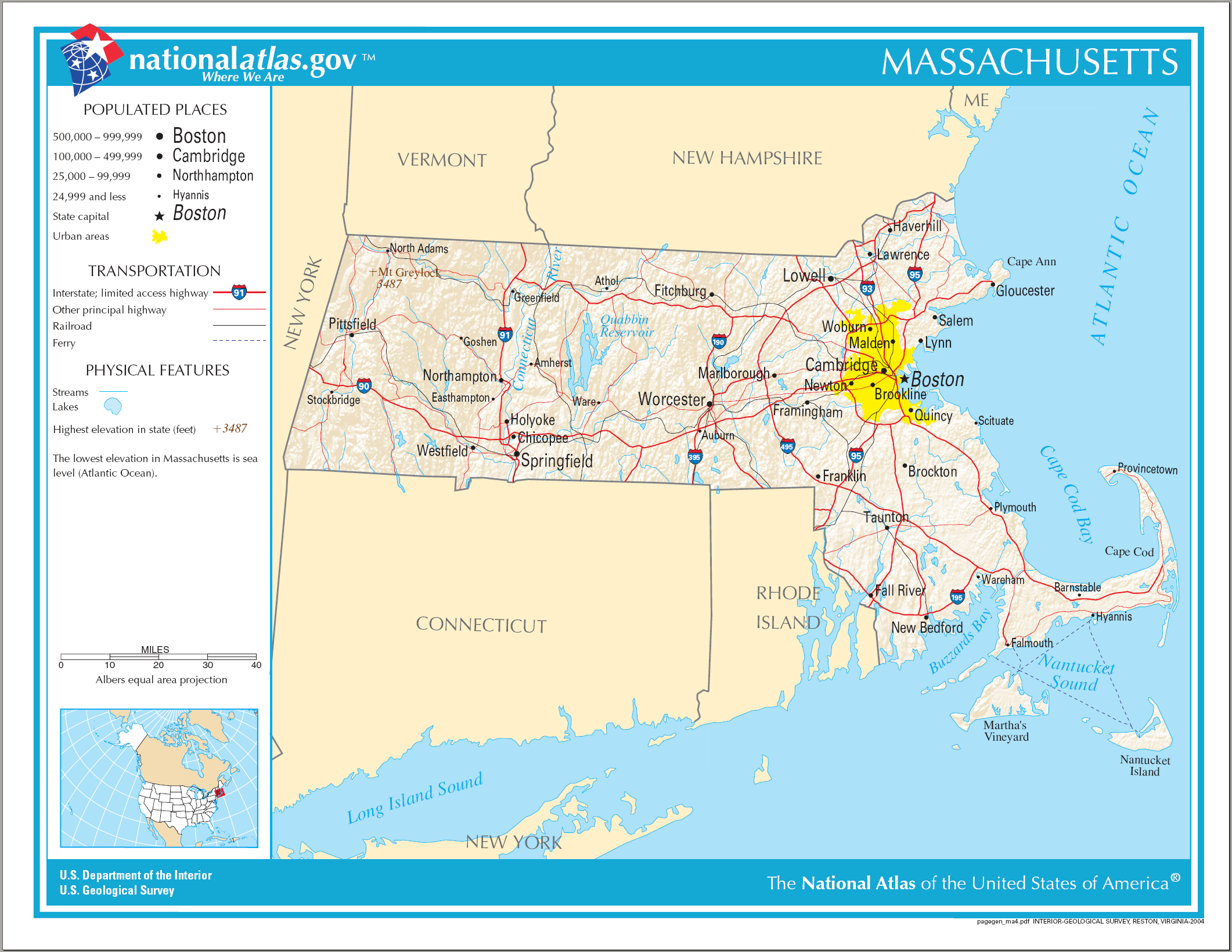
El mapa que muestra las principales ciudades, carreteras, y características físicas de Massachusetts

Al noreste de Massachusetts se extiende la Megalópolis noreste. Comienza en Worcester, así como la urbanización Springfield-Holyoke-Northampton que se une a la urbanización Hartford-New Haven de Connecticut. 
De acuerdo con las definiciones de la Oficina de Administración y Presupuesto (OMB) de los EE. UU., Todo Massachusetts se encuentra dentro de un Área Estadística Metropolitana (MSA), a excepción de las islas mar adentro de Martha's Vineyard y Nantucket. Según las estimaciones del censo de 2005, el 62% de la población de Massachusetts vive dentro del Boston MSA. Otras áreas metropolitanas de Massachusetts son Worcester MSA (con 12% de la población del estado), Springfield MSA (11%), Providence-Fall River-New Bedford MSA (9%), Barnstable (Cape Cod) MSA (4%), y el Pittsfield MSA (2%).

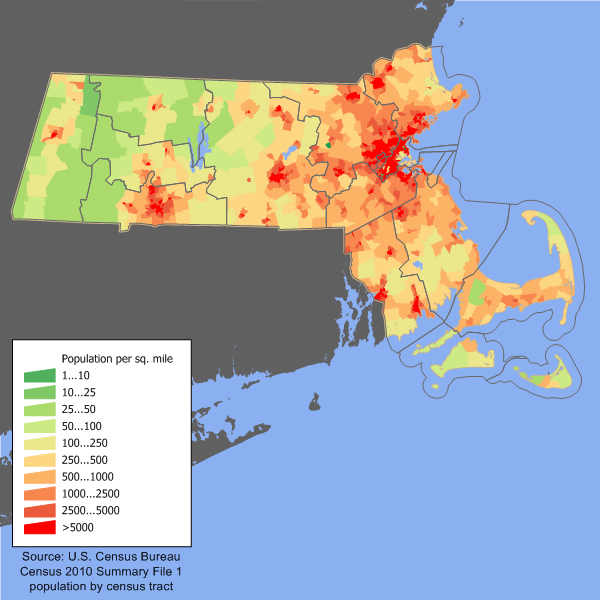
Mapa de densidad de población del Massachusetts

En cada una de estas áreas metropolitanas, la población se concentra en una serie de ciudades y pueblos densamente poblados. En Boston MSA, por ejemplo, la ciudad de Boston y un grupo de suburbios interiores densamente poblados dentro del cinturón de la Ruta 128 representan más de la mitad de la población del área metropolitana. Las ciudades más antiguas de Lawrence, Lowell y Brockton se encuentran fuera de este núcleo urbano pero también están densamente pobladas.
Sin embargo, la población está creciendo más rápido en las periferias exteriores de las áreas metropolitanas del estado, donde se están construyendo muchas nuevas viviendas. Si bien el estado en general muestra poco crecimiento poblacional o incluso una disminución de la población desde hace algunos años debido a una pérdida neta por migración, el cinturón de las ciudades a lo largo de la Interestatal 495, cerca del límite oeste de Boston MSA, muestra un crecimiento constante de la población.
Las MSA de Springfield y Worcester incluyen algunas áreas rurales muy poco pobladas. En Berkshires y en las colinas al oeste de Worcester hay una serie de ciudades con densidades de población por debajo de 40 habitantes por milla cuadrada (en comparación con el promedio estatal de 810 por milla cuadrada).
Aunque la Oficina del Censo de los Estados Unidos prepara estimaciones de población para las MSA, estas unidades estadísticas se definen por las fronteras del condado. Debido a que los condados de Massachusetts son relativamente grandes y pueden contener varios centros urbanos, las MSA son una forma imprecisa de describir los conglomerados urbanos del estado. Por ejemplo, Lawrence, Lowell y Brockton tienen vínculos económicos más estrechos con las ciudades vecinas que entre sí. La región de Lowell atrae a los viajeros de las cercanías de New Hampshire que tal vez no quieran ir a Boston todo el día. Sin embargo, estas áreas son todas parte de la MSA de Boston. Del mismo modo, las ciudades de Leominster y Fitchburg forman el núcleo de un grupo urbano distinto. Sin embargo, debido a que se encuentran dentro del condado de Worcester, se los considera parte de Worcester MSA.